# Xyropteris
Xyropteris, monotipski rod papratnica iz porodice Lindsaeaceae, dio je reda osladolike. Jedina vrsta X. stortii, raširena po Maleziji (Sumatra i Borneo)

## Sinonimi
- Lindsaea stortii (Alderw.) Christenh.
- Schizolegnia stortii (Alderw.) Alston
- Schizoloma stortii Alderw.
- Tapeinidium bartlettii Copel.